# Стахів Олександр Володимирович
Олександр Володимирович Стахів (нар. 13 січня 1981, Горлівка, Донецька область, УРСР) — казахський та український футболіст, захисник. На даний момент тренує ДЮФК «Чемпіонка» (Тернопіль).

## Життєпис
Вихованець футбольних шкіл Горлівки, Тернополя та Києва. 16 квітня 1999 року розпочав футбольну кар'єру в складі вінницької «Ниви». У 1999 році протягом сезону виступав в оренді в ізраїльському клубі. Після повернення в 2000 року на правах оренди зіграв 4 матчі в фарм-клубі вінничан, хмельницькому «Поділлі». Влітку 2001 року став гравцем «Таврії», в цей же час на правах оренди виступав і в сімферопольському «Динамо». Під час зимової перерви сезону 2001/02 років став гравцем житомирського «Полісся». На початку 2003 року виїхав до Казахстану, де захищав кольори «Окжетпесу», «Актобе», «Єсил-Богатиря» та «Атирау». У цей же час отримав казахське громадянство. У 2009 році виступав у молдовській «Іскрі-Сталь», а в 2010 році виступав в узбецькому клубі «Машал». У 2011 році повернувся до клубу «Окжетпес», а влітку 2011 року змінив клуб на «Кайсар». Сезон 2013 року розпочав у клубі «Кизилжар», а в другій половині сезону підсилив склад «Атирау».

## Досягнення
- Прем'єр-ліга
  -  Чемпіон (1): 2005